# Tomnatic, Bihor
Tomnatic este un sat în comuna Vadu Crișului din județul Bihor, Crișana, România.
Cea mai mare parte din suprafața a localității se desfășoară în spațiul montan al Munților Pădurea Craiului. Alcătuit din calcare, relieful dezvoltat pe aceste formațiuni de rocă este cel carstic.   

## Populație
Populația totală este 218 în anul 2021, preponderent mai în vârstă. 

 Acest articol despre o localitate din județul Bihor este deocamdată un ciot. Puteți ajuta Wikipedia prin completarea lui.